# 山下真实子
山下 真实子（1985年1月18日—）是日本女演员、模特。所属株式会社バイツ。岡山县出身。

## 人物
- 爱好是读书、古筝。特技是三味线、萨克斯。

## 出演作品

### 电视剧
- 世界奇妙物语2012年秋季特别篇『水龙头』（2012年10月6日、富士电视台） - 饰 部下
- TEAM -警視廳特別犯罪搜查本部- 第4集（2014年5月7日、朝日电视台）- 饰 山口里美

### 电影
- 雾中的分娩室（桝井大地监制）